# Mota (scootermerk)
Mota is een historisch Duits merk van scooters.
De bedrijfsnaam was: Metzger & Schlegel KG.
Dit was een Duitse fabriek die in de jaren vijftig scooters produceerde. In Nederland werden deze onder de naam Avaros verkocht. Mogelijk is dit hetzelfde bedrijf dat ook als Mota-Wiesel bekend was.